# Frailea chiquitana
Frailea chiquitana ist eine Pflanzenart in der Gattung Frailea aus der Familie der Kakteengewächse (Cactaceae). Das Artepitheton chiquitana verweist auf das Vorkommen der Art in der bolivianischen Provinz Chiquitos.

## Beschreibung
Frailea chiquitana wächst einzeln oder sprossend mit fast kugelförmigen bis kurz zylindrischen, grünlich gelben bis dunkelgrünen bis etwas purpurnen Körpern und bildet häufig flache, teilweise in den Boden eingesenkte Gruppen. Die Körper erreichen bei Durchmessern von 2,5 bis 3 Zentimetern Wuchshöhen von 2 bis 3 Zentimetern und haben eine große knollige Wurzel. Die 24 bis 31 Rippen sind deutlich in Höcker gegliedert. Die darauf befindlichen elliptischen, weißen bis dunkelbraunen Areolen stehen hervor. Die 1 bis 3 Mitteldornen sind dunkelbraun und bis zu 2 Millimeter lang. Die 4 bis 5 kammförmig angeordneten Randdornen sind weiß, borstenartig und ebenfalls bis zu 3 Millimeter lang.
Die hellgelben Blüten sind breit trichter- bis glockenförmig. Sie sind 1,7 bis 2 Zentimeter lang und erreichen Durchmesser von bis zu 2,5 Zentimetern. Die kugelförmigen Früchte sind rot und weisen Durchmesser von bis zu 10 Millimetern auf.

## Verbreitung, Systematik und Gefährdung
Frailea chiquitana ist in Bolivien im Departamento Santa Cruz in den Provinzen Chiquitos und Cordillera verbreitet.
Die Erstbeschreibung wurde 1951 von Martín Cárdenas veröffentlicht. Ein nomenklatorisches Synonym ist Astrophytum chiquitanum (Cárdenas) Halda & Malina (2005).
In der Roten Liste gefährdeter Arten der IUCN wird die Art als „Data Deficient (DD)“, d. h. mit keinen ausreichenden Daten geführt.

## Nachweise